# Songs for the Philologists
Songs for the Philologists (sem edição em português) é uma coleção de poemas de E. V. Gordon e J. R. R. Tolkien, bem como canções tradicionais. É o mais raro e mais difícil livro de Tolkien para achar. Originalmente uma coleção de textos datilografados compilados por Gordon entre 1921 e 1926 para os estudantes da Universidade de Leeds, foi dado por A. H. Smith entre 1935 e 1936, da University College London, um ex-aluno do Leeds, a um grupo de estudantes a ser impresso em particular, e impressa em 1936 com a marca "Impresso por G. Tillotson, Smith AH, B. Pattison e outros membros do Departamento de Inglês, University College, em Londres."